# 岩津橋 (阿賀町)
岩津橋（いわつばし）は、新潟県東蒲原郡阿賀町吉津 - 岩谷の阿賀野川に架かる国道49号（重用・国道459号）の橋長421 m（メートル）の桁橋。

## 概要
渡河部のカンチレバー橋と高架部の単純鈑桁橋からなる。
- 形式 - 鋼単純合成鈑桁橋6連+鋼連続カンチレバー鈑桁橋+鋼単純合成鈑桁橋3連
- 橋格 - 1等橋 (TL-20)+雪荷重 (100 kg/m3)
- 橋長 - 421.000 m
  - 支間割 - 6×19.5 m + (4×60.0 m) + 3×19.5 m
- 幅員
  - 総幅員 - 10.600 m - 11.100 m
  - 有効幅員 - 10.000 m - 10.500 m
  - 車道 - 7.000 m - 7.500 m
  - 歩道 - 両側1.500 m
- 下部工 - 控え壁式橋台・円筒張出式橋脚
- 基礎 - 井筒基礎
- 床版 - 鉄筋コンクリート
- 施工 - 駒井鐵工所[注釈 1]
- 架設工法 - トラッククレーン・引出し工法

## 歴史
会津街道は越後新発田と会津を結んでいたが、津川以西は諏訪峠を経由し現在の国道49号とはルートが異なる。現在の国道49号に相当する津川 - 水原間は、阿賀野川沿いの急峻な地形を行くため冬季は積雪や地すべりのため交通が途絶し夏季に辛うじて通れるほどの道であったため主に阿賀野川を船で行き来していた。現在のルートの前身は1882年（明治15年）に福島県令に就任した三島通庸によって改良された若松 - 新潟間のルートである（いわゆる会津三方道路の1つ）。これは1882年（明治15年）8月に着工し1884年（明治17年）8月に完成を迎え郡道に指定された。その後1920年（大正9年）4月1日に県道として認定され、道路法改正により1953年（昭和28年）5月18日に二級国道115号新潟平線となり、1963年（昭和38年）に一級国道49号となり同年に直轄区間となった。この区間は当時であっても断崖や地すべり地帯、落石雪崩注意箇所、狭小な幅員、急勾配、冬季の多量の積雪と悪条件が多く冬期には交通が途絶する状態であったことから新潟工事事務所によって一次改築を行うこととなった。
現道は阿賀野川を渡河せず川沿いを走るルートであり、一次改築ではこの区間を岩津橋と白崎橋によって阿賀野川を渡河しバイパスするものした。岩津橋は阿賀野川の洪水位から路面工を決定し、架設地が低地であるため渡河部のほかに両端に高架橋181 mを取り付けることとしたため橋長が421 mとなり同時期に架設した釣浜橋・取上橋・岩津橋・白崎橋の4橋の中で最長となった。また下部工にはニューマチックケーソン工法を採用した。
2か年国債により1967年度（昭和42年度）に着工し、下部工を佐藤工業により1967年（昭和42年）10月7日から1968年（昭和43年）9月30日までの工期で、上部制作を駒井鐵工所により1967年（昭和42年）10月26日から1968年（昭和43年）5月24日までの工期で、取り付け高架橋制作を片山鐵工所により1968（昭和43年）5月20から8月30日までの工期で、上部工架設を駒井鐵工所により1968年（昭和43年）6月6日から11月9日までの工期で、床版工を福田組により1969年（昭和44年）4月9日から9月25日までの工期で施工された。